# Agyiée

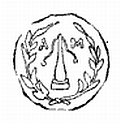
Illustration d'une pièce d'Apollon Agyieus d'Ambracia, représentant la représentation conique du dieu.

Apollon Agyiée,, Agyïée, Agyieus ou encore Agyiates (en latin Apollo Agyieus ; en grec ancien Ἀγυιεύς, Aguieús, « qui préside aux rues », de ἄγυια, águia, « rue ») est une épiclèse du dieu grec Apollon le décrivant comme le protecteur des rues, des lieux publics et des entrées des maisons.
En tant que tel, Apollon Agyiée était adoré à Acharnes, à Mycènes et à Tégée. L'origine du culte d'Apollon Agyieus dans le dernier de ces lieux est relatée par Pausanias,.
Le culte d'Apollon Agyiée était aniconique et cette facette d'Apollon était vénérée sous la forme d'une colonne pointue ou d'un obélisque souvent gardé par la porte d'entrée d'une maison privée,, ou en rase campagne, plutôt que dans un temple. Ce symbole est semblable à un signe comme un cône tranchant trouvé sur la porte d'un temple dans la ville hittite de Bojatzkoi ; une inscription nomme le dieu Apulunas. Il était le protecteur de la porte. Hrozny dérive le nom du mot babylonien abullu qui signifie « porte ». Les Grecs l'ont appelé Agyiée, comme le dieu protecteur qui retire(?) le mal. Certains auteurs ont soutenu que les omphalos de l'oracle de Delphes étaient un pilier modifié d'Agyiée. Lorsqu'ils se tenaient devant une maison, les objets en pierre étaient décorés avec des offrandes de ruban ou des couronnes de myrte ou de laurier. 